# Isot Ahosaaret
Isot Ahosaaret är en ö i Finland. Den ligger i sjön Kukkia och i kommunen Pälkäne i den ekonomiska regionen Tammerfors och landskapet Birkaland, i den södra delen av landet, 130 km norr om huvudstaden Helsingfors. Öns area är 5,1 hektar och dess största längd är 440 meter i sydöst-nordvästlig riktning.  Notera att namnet antyder att det är fråga om flera öar.